# Campana, Haute-Corse
Campana là một xã ở tỉnh Haute-Corse trên đảo Corse, Pháp. Xã này có diện tích 2,37 km², dân số năm 1999 là 24 người. Khu vực này có độ cao 750 mét trên mực nước biển.